# Hallucinations pharmaceutiques
Hallucinations pharmaceutiques ou le Truc du potard és un curtmetratge mut francès de 1908 dirigit per Georges Méliès. Va ser venut per la Star Film Company de Méliès i està numerat 1416–1428 als seus catàlegs.
El cargol gegant de la pel·lícula s'havia utilitzat anteriorment a la fantasia de Méliès de 1906 Jack le ramoneur. Els efectes especials de la pel·lícula es treballen amb maquinària escènica, pirotècnia, escamoteig i exposició múltiple.